# Katsuhiko Nakajima
Pour l’article homonyme, voir Nakajima.
Katsuhiko Nakajima (中嶋勝彦), né le 11 mars 1988 à Fukuoka, est un catcheur japonais. Il est surtout connu pour son travail à la Pro Wrestling NOAH.

## Carrière

### Débuts
Nakajima débute dans le judo, il est alors repéré par  Riki Chōshū en décembre 2002 à l'âge de 14 ans. Il débute à la World Japan (WJ) en septembre 2003, en combattant face à un catcheur américain Jason Leigh dans un match steel cage vale tudo match, il remporte le match par knockout en 1 min 35 s. Ses vrais débuts dans le catch professionnel se passe à World Japan's "RESOLUTION" card le 5 janvier 2004, où il perd par soumission face à Tomohiro Ishii.
Le 17 février 2007, il bat Shūji Kondō et remporte le AJPW World Junior Heavyweight Championship et met fin au 16 mois de règne de ce dernier et devient le plus jeune AJPW World Junior Heavyweight Champion par la même occasion.

### Ring Of Honor (2008-2009)
Lors de Glory By Honor VII, il perd contre Bryan Danielson et ne remporte pas le GHC Junior Heavyweight Championship.

### Pro Wrestling NOAH (2005, 2007, 2008-2023)
Le 24 février 2016, il remporte la plus grande victoire de sa carrière en battant Minoru Suzuki.
Le 23 octobre, il bat Takashi Sugiura et remporte le GHC Heavyweight Championship. Le 26 août 2015, il perd le titre contre Eddie Edwards.
Lors de Great Voyage 2018 In Yokohama, lui et Masa Kitamiya battent 50 Funky Powers (Muhammad Yone et Quiet Storm) et remportent les GHC Tag Team Championship. Le 29 avril, ils perdent les titres contre Gō Shiozaki et Kaito Kiyomiya. Le 29 mai, ils battent Gō Shiozaki et Kaito Kiyomiya et remportent les GHC Tag Team Championship pour la deuxième fois. Le 28 juillet, ils perdent les titres contre Naomichi Marufuji et Akitoshi Saito.

#### AXIZ (2018-2020)
En décembre 2018, il forme une équipe avec Gō Shiozaki, et le duo participent à un tournoi pour les vacants GHC Tag Team Championship. Le 7 décembre, ils battent Kenoh et Masa Kitamiya en finale d'un tournoi pour remporter les vacants GHC Tag Team Championship. Par la suite, ils défiés par The Hooligans (Maybach Taniguchi et Yuji Hino) à un match pour leurs titres. Lors de The Great Voyage 2018 in Yokohama vol.2, ils perdent les titres contre The Hooligans (Maybach Taniguchi et Yuji Hino).
Le 13 juin, ils perdent les GHC Tag Team Championship contre Sugiura-gun (Kazma Sakamoto et Takashi Sugiura).
Le 5 janvier 2020, à Reboot, ils perdent les titres contre Naomichi Marufuji et Masaaki Mochizuki,. Ensuite, AXIZ a commencé à se concentrer sur leur carrière en simple, après qu'il a battu Daiki Inaba pour remporter le Wrestle-1 Championship le 12 janvier dans le cadre d'une relation de travail entre la Noah et la Wrestle-1. Il perd le titre contre Kaz Hayashi le 15 mars.
Le 9 mai, il bat Takashi Sugiura et remporte le GHC National Championship. Lors de la première nuit de Departure 2020, il perd le titre par KO contre Kenoh.
Il trahi par la suite Shiozaki pour rejoindre le clan KONGOH, mettant fin à AXIZ.

#### KONGOH (2020-2023)
Lors de Great Voyage in Yokohama, lui et Masa Kitamiya battent Sugiura-gun (Kazushi Sakuraba et Takashi Sugiura) pour gagner les GHC Tag Team Championship pour la troisième fois,. Le 31 mai, après une défense réussite des GHC Tag Team Championship, Masa Kitamiya se retourne contre lui, quittant KONGOH en raison de sa haine envers Nakajima,. Lors de Cage War 2021, il perd contre Masa Kitamiya dans un Hair Vs. Hair Steel Cage Match, le forçant à se raser les cheveux conformément à la stipulation et il demande à Kenoh de pleinement lui raser la tête,.
Lors de Grand Square 2021 In Osaka, il bat Naomichi Marufuji et remporte le GHC Heavyweight Championship pour la deuxième fois. Lors de Demolition Stage 2021 In Fukuoka, il conserve son titre contre Masato Tanaka.
Lors de The New Year 2022, il conserve son titre contre Gō Shiozaki et le force à abandonner son slogan "Je suis Noah",. Lors de Gain Control 2022 In Nagoya, il perd son titre contre Kazuyuki Fujita,.
Lors de Green Journey In Sendai 2023, il perd contre Jake Lee et ne remporte pas le GHC Heavyweight Championship.

### Retour à la All Japan Pro Wrestling (2023-...)
Après son départ de la Pro Wrestling NOAH, le 5 novembre 2023, il bat Yuma Aoyagi pour remporter le AJPW Triple Crown Heavyweight Championship pour la première fois.
Lors de Mania X 2023, il conserve son titre contre Kento Miyahara.

## Palmarès
- All Japan Pro Wrestling
  - 1 fois AJPW Triple Crown Championship
  - 1 fois AJPW All Asia Tag Team Championship avec Kensuke Sasaki
  - 1 fois AJPW World Junior Heavyweight Championship
  - Junior Tag League (2008) avec Ryuji Hijikata
  - World's Strongest Tag Determination League (2023) avec Hokuto Omori

- Michinoku Pro Wrestling
  - 1 fois Tohoku Tag Team Championship avec Kensuke Sasaki

- Pro Wrestling NOAH
  - 2 fois GHC Heavyweight Championship
  - 1 fois GHC National Championship
  - 3 fois GHC Junior Heavyweight Championship
  - 6 fois GHC Tag Team Championship avec Masa Kitamiya (3) et Gō Shiozaki (3)
  - N-1 Victory (2020, 2021)[37]

- Pro Wrestling ZERO1-MAX
  - 1 fois WWA World Junior Light Heavyweight Championship (Disputed Branch)

- Wrestle-1
  - 1 fois Wrestle-1 Championship[38]

## Récompenses des magazines
- Pro Wrestling Illustrated

| Année | 2006 | 2007 | 2008 | 2009 | 2010 | 2011 à 2012 | 2013 | 2014 à 2016 | 2017 | 2018 | 2019 | 2020 | 2021 | 2022 | 2023 | 2024 |
| ----- | ---- | ---- | ---- | ---- | ---- | ----------- | ---- | ----------- | ---- | ---- | ---- | ---- | ---- | ---- | ---- | ---- |
| Rang  | 49   | 181  | 201  | 226  | 156  | Non classé  | 219  | Non classé  | 66   | 208  | 167  | 174  | 155  | 32   | 120  | 32   |

- Tokyo Sports Grand Prix
  - Rookie of the Year (2004)
  - Fighting Spirit Award (2005)

- Power Slam
  - PS 50 : 2006/26, 2007/18, 2008/12.